# Maskova
Maskova (en serbe cyrillique : Маскова) est un village de Serbie situé dans la municipalité d’Ivanjica, district de Moravica. Au recensement de 2011, il comptait 192 habitants.

## Démographie
| 1948 | 1953 | 1961 | 1971 | 1981 | 1991 | 2002 | 2011 |
| ---- | ---- | ---- | ---- | ---- | ---- | ---- | ---- |
| 710  | 749  | 711  | 569  | 454  | 327  | 254  | 192  |

|  |